# Begraafplaats van Harchies
De Begraafplaats van Harchies is een gemeentelijke begraafplaats in het Belgische dorp Harchies, een deelgemeente van Bernissart. De begraafplaats ligt aan de Rue Buissonnet op 380 m ten westen van het dorpscentrum (Église de la Sainte Vierge). Ze heeft een langwerpig trapeziumvormig grondplan met een oppervlakte van ruim 5.400 m² en wordt omgeven door een natuurstenen muur met een tweedelig toegangshek tussen bakstenen zuilen. 

## Britse oorlogsgraven
Ongeveer in het midden van de begraafplaats ligt een perkje met 2 Britse gesneuvelden uit de Eerste Wereldoorlog. De twee slachtoffers zijn luitenant Harold Wilson en onderluitenant Sydney Edward Burden en dienden bij de Royal Air Force. Zij sneuvelden op 1 november 1918. Hun graven worden onderhouden door de Commonwealth War Graves Commission en staan er geregistreerd onder Harchies Communal Cemetery.